# Poulette Cardoch
Poulette Cardoch (* 30. März 1997) ist eine chilenische Leichtathletin, die sich auf den Sprint spezialisiert hat.

## Sportliche Laufbahn
Erste Erfahrungen bei internationalen Meisterschaften sammelte Poulette Cardoch im Jahr 2018, als sie bei den U23-Südamerikameisterschaften in Cuenca mit der chilenischen 4-mal-100-Meter-Staffel in 45,55 s die Silbermedaille hinter dem Team aus Ecuador gewann und mit der 4-mal-400-Meter-Staffel in 3:44,82 min den vierten Platz belegte. Im Jahr darauf schied sie bei den Südamerikameisterschaften in Lima mit 57,17 s in der Vorrunde im 400-Meter-Lauf aus und belegte mit der 4-mal-400-Meter-Staffel in 3:37,35 min den vierten Platz. Anschließend nahm sie an der Sommer-Universiade in Neapel teil und schied dort mit 57,59 s im Vorlauf über 400 Meter aus und verpasste mit der 4-mal-100-Meter-Staffel mit 46,15 s den Finaleinzug. Bei den World Athletics Relays 2021 im polnischen Chorzów schied sie mit 3:41,28 min im Vorlauf aus. Im Jahr daraufn nahm sie mit der Staffel an den Südamerikaspielen in Asunción teil und gewann dort in 3:37,8 min gemeinsam mit Rocío Muñoz, Berdine Castillo und Martina Weil die Bronzemedaille hinter den Teams aus Kolumbien und Brasilien. 2023 schied sie bei den Südamerikameisterschaften in São Paulo mit 55,87 s im Vorlauf über 400 Meter aus und gewann mit der Staffel in 3:35,39 min gemeinsam mit Berdine Castillo, Anaís Hernández und Martina Weil die Bronzemedaille hinter den Teams aus Kolumbien und Brasilien. Ende Oktober gelangte sie bei den Panamerikanischen Spielen in Santiago de Chile mit 3:28,77 min auf den siebten Platz in der Mixed-Staffel. Im Jahr darauf belegte sie bei den Ibero-Amerikanischen Meisterschaften in Cuiabá in 3:38,04 min den vierten Platz in der 4-mal-400-Meter-Staffel und gelangte auch in der Mixed-Staffel mit 3:27,06 min auf Rang vier.
2019 wurde Cardoch chilenische Meister in der 4-mal-400-Meter-Staffel.

## Persönliche Bestzeiten
- 200 Meter: 24,53 s (+0,3 m/s), 14. September 2023 in Santiago de Chile
- 400 Meter: 54,59 s, 14. September 2023 in Santiago de Chile